# ژله قهوه
ژله قهوه (انگلیسی: Coffee jelly) یک نوع ژله با طعم قهوه و شکر است که در بریتانیا و ایالات متحده آمریکا رواج دارد.